# Pointe du Vallonnet (Grand Bec)
Pour les articles homonymes, voir Pointe du Vallonnet.
La pointe du Vallonnet est un sommet de France situé dans le massif de la Vanoise, en Savoie. Il culmine à 3 371 mètres d'altitude au sud-ouest du Grand Bec (3 399 m), dominant le glacier des Volnets et la vallée du Doron de Champagny au nord-est, le glacier et le lac de la Patinoire ainsi que le secteur du col de la Vanoise au sud-est et la vallée du Doron de Pralognan à l'ouest.
Sa première ascension est le fait de Pierre Puiseux le 2 août 1879 par l'adret du col des Volnets. Christian Almer et William Auguste Coolidge réitèrent l'ascension le 29 août 1886 par le même itinéraire.